# خالد شكشك
خالد أحمد شكشك (1971، زليتن)، عضو المجلس الوطني الانتقالي الذي تولى قيادة ليبيا في المرحلة الانتقالية التي أعقبت انطلاقة ثورة 17 فبراير، درس المحاسبة في جامعة قاريونس وتخرج منها عام 1994، وتحصل على شهادة الماجستير من أكاديمية الدراسات العليا في جنزور، ثم الدكتوراه من جامعة القاهرة عام 2010.